# Фейсал ібн Туркі
Фейсал ібн Туркі (араб. فيصل بن تركي بن عبد الله آل سعود; нар. 1788 — 2 грудня 1865) — 3-й емір Неджду в 1834—1837 і 1843—1865 роках. Відомий також як Фейсал I.

## Життєпис

### Молоді роки
Походив з династії Саудитів. Син Туркі ібн Абдуллаха. Народився 1788 року. Після поразки Дірійського емірату, падіння його столиці Ед-Дірії у 1818 році потрапив у полон, був відвезений до Єгипту. У 1827 році він утік з полону і повернувся до Неджда, дена той час його батько став еміром нової держави. Брав участь у військових кампаніях проти Другого Халідського емірату й султанату Маскат.
1834 року очолив військо, яке рушило до Ель-Хасу, куди вдерся Халіфах, шейх Бахрейна. Але в цей час до нього дійшла звістка про вбивство батька. Фейсал поспішив до Хуфуфа, де до нього приєдналося багато прихильників. Ті визнали його імамом і вирішили негайно рухатися на Ер-Ріяд. У ніч проти 28 травня той увійшов до столиці. Мішарі з 150 прихильників отаборився у фортеці. У них було достатньо продовольства, і вони могли б триматися довго, але хтось із оточення еміра виявився зрадником і впустив Фейсала у фортецю. Мішарі був схоплений і страчений. Фенйсал став новим володарем Неджду.

### Перше панування
Він склав присягу вірності від жителів Ер-Ріяда і запросив до столиці каді всіх провінцій, відпустивши їх за місяць із багатими подарунками. Потім Фейсал розіслав у всі оази заклики до вірності ісламу. В Ер-Ріяд з'явилися бедуїнські вожді і теж присягнули еміру. У провінції, які відмовилися визнавати його верховенство, Фейсал відправив війська.
Невдовзі повалив Саліха Аль-Алі, еміра Джебель-Шаммари, поставивши там на трон свого друга Абдаллаха Аль-Рашида.
Разом з тим відкинув пропозицію єгипетського володаря Мухаммеда Алі доєднатися до походуна Асір. 1836 року з Каїра виступило військо під командуванням Ісмаїл-бея, який повинен був повалити Фейсала. Останній поспішив пообіцяти Мухаммеду Алі 5 тис. верблюдів для війни в Асірі, але було запізно. Фейсал спробував зупинити єгиптян у Ер-Расси, але марно. Тому відступив до Ер-Ріяду, але там не зміг організувати оборону, втікши до Хуфуфа, де отримав допомогу від шейхів аль-Хораеф з племен бану-тамім. 1837 року Ісмаїл-бейзайняв Ер-Ріяд, де поставив на трон емірату Халіда ібн Сауда.
Проте Фейсалу вдалося укласти з Ісмаїл-беєм угоду, за якою емірат Неджд поділявся на 2 частини. При цьому Східна Аравія, Ель-Бураймі і частина Південного Неджда залишилася під контролем Фейсала. Але у жовтні 1838 року супротивник отримав підкріплення з Єгипту на чолі із Хуршид-пашою. У грудні єгиптяни захопили фортецю Ділам, де полонили Фейсала, якого було відправлено до Каїру.

### Боротьба за владу
1843 року Фейсал втік з полону і повернувся в Аравію. Припускають, що йому допоміг Аббас-паша, онук Мухаммеда Алі, який планував створити противагу Османській імперії на Близькому Сході в умовах виконання угоди 1841 року, за якою Мухаммед Алі втратив Сирію і Палестину. На той час єгипетські війська вже покинули Неджд, й у країні панувала анархія. Фейсал отримав допомогу від Абдаллаха, еміра Джебель-Шаммара.
На бік Фейсала почали переходити бедуїнські племена. Він запропонував Абдуллаху ібн Тунаяну, що правив в Ер-Ріяді, добровільно зректися престолу в обмін на спокійне життя в Неджді, збереження майна і гідне грошове утримання. Навіть розуміючи безнадійність свого становища, Абдаллах відповів відмовою і отаборився в цитаделі Ер-Ріяда. Мешканці столиці перейшли на бік Фейсала. Влітку 1843 він узяв місто. Абдаллах був схоплений і невдовзі помер у в'язниці.

### Друге панування
Спочатку спрямував зусилля на наведенні порядку та зміцненню влади всередині емірату. Фейсал реформував армію. Відтепер у разі потреби кожне місто виставляло строго певну кількість воїнів та тварин. Загін кожного міста або племені був самостійною бойовою одиницею і мав власний прапор. Після закінчення військових дій між вояками ділилася здобич, після чого військо розпускалося. Армія складалася з піхоти та кавалерії (на верблюдах і, рідше, на конях). Також було кілька гармат.
Провів фінансову та податкову реформи. Тепер закят сплачувався в розрахунку: 5 %-10 % з селян, 2,5 %-5 % — з бедуїнів і купців. Значною статтею доходу був податок з прочан, які прямували через Неджд до Мекки. Податки сплачувалися, як правило, натурою. Грошовий одиницею був ріал, використовувалися також талери Марії-Терезії. Менш використовувалися монети інших європейських держав, османські, перські монети.
1845 року знову захопив оазу Бураймі. 1846 року Фейсал приборкав плем'я аджманів. Значних зусиль доклав для приборкання самостійності емірів регіону Ель-Касим, які регулярно повставали. Водночас 1846 року проти нього виступив Мухаммад ібн Абдул Муїн, шаріф Мекки. Побоюючись втручання османських військ, Фейсал ухилявся від відкритого зіткнення та передав у подарунок шарифу 10 тис. ріалів. У 1848 і 1851 роках намагався домогтися від британців визнання своєї влади над Бахрейном і Договірним Оманом, але марно. У 1850 році змусив підкоритися племена в Катарі і Ель-Хасі. При цьому мав дружні відносини з шейхами Кувейту і Асіру.
Потім почав поступово розширювати володіння. Між Фейсалом та Мухаммад ібн Халіфахом, шейхом Бахрейну, поновилася війна за володіння Ель-Хасою. Бахрейнці блокували порти Неджду, але після того, як плем'я бану-халід перейшло на бік еміра, той завдав ворогові поразки. Наслідком стало визнання 1851 року Мухаммедом ібн Халіфахом зверхності Фейсала та згоди платити щорічну данину у розмірі 4 тисячі талерів.
У середині 1850-х років в Ер-Ріяді створив своєрідний трибунал з «22 ревнителів», що найжорстокішим чином карали порушників релігійних приписів. 1853 року довелося придушувати повстання в оазі Бураймі. 1854 року вимушен був придушувати нове повстання в Ель-Касимі. 1858 року османські війська зайняли Хіджаз і Мекку, що викликало занепокоєння Фейсала. Він ще раз наголосив, що є васалом Османської імперії.
1856 року шейх Бахрейну знову повстав. Фейсал за допомогою представників бічної гілки бахрейнської династії Аль-Халіфа став готуватися для вторгнення на Бахрейн. Для цього зміцнив узбережжя й створив флот. Але на захист Бахрейну стала Велика Британія. Натомість домігся відновлення виплати данини, включаючи борги за минулі роки, і посадив у Даммі суперника Мухаммеда ібн Халіфаха.
1860 року аджмани підняли потужне повстання. Натомість Фейсал оголосив проти них джихад. 27 березня 1861 року завдав супротивникові поразки, знищивши багатьох з аджманів. Того ж року Мухаммед ібн халіфах, шейх Бахрейну, уклав угоду щодо встановлення британського протекторату. В результаті данина з Бахрейну пересталася сплачуватися, лише за землі на півострові Катар. Британці змусили Фейсала прибрати із Даммама супротивників головної гілки бахрейнської династії.
Напочатку 1860-х років надав синам в управління низку областей: спадкоємець трону Абдаллах отримав центральну частину Неджду, Сауд і Мухаммед правили на півдні та півночі відповідно. Цим було закладено основи подальшої кризи держави. Помер емір Фейсал у 1865 році. Йому спадкував син Абдуллах.